# Sony Xperia Z5 Premium
Das Sony Xperia Z5 Premium ist ein High-End-Smartphone der Xperia-Serie von Sony. Es wurde am 2. September 2015 zusammen mit dem Xperia Z5 und dem Xperia Z5 Compact im Rahmen der IFA vorgestellt. Es ist das weltweit erste Smartphone mit 4K-Display und besitzt eine sehr hohe Pixeldichte von 806 ppi. Einen weiteren Rekord hält das Z5 Premium zusammen mit dem Xperia Z5 und Z5 Compact mit seiner Kamera, welche dank Hybrid-Autofokus in nur 0,03 Sekunden fokussiert, was schneller als das Blinzeln eines menschlichen Auges ist. Es besitzt das geradlinige, Sony-typische Omni-Balance-Design. Seine Rückseite besteht aus Glas und spiegelt sehr stark, was Sony als Spiegeleffekt vermarktet. Zu seinen technischen Spezifikationen gehören der Qualcomm Snapdragon 810 SoC inklusive Adreno 430 Grafik, 3 GB Arbeitsspeicher, 32 GB interner Speicher, ein großer 3430 mAh Akku sowie ein 23-Megapixel-Exmor-RS-Kameramodul mit dem neuen Kamerasensor vom Typ Sony IMX 230. Laut ersten Berichten wurden die Überhitzungsprobleme des Vorgängers in Verbindung mit dem Qualcomm Snapdragon 810 SoC behoben. Es ist nach IP68-Zertifizierung wasser- und staubdicht.
Das Xperia Z5 wurde mit der Android-Version 5.1.1 Lollipop mit Sony UI ausgeliefert. Ein Update auf die aktuelle Version 7.0 Nougat wird bereitgestellt.

## Display
Das Sony Xperia Z5 besitzt ein 5,5 Zoll (13,97 cm) großes IPS-LC-Display mit einer Auflösung von 2160 × 3840 Pixeln (ca. 806 ppi Pixeldichte) und einem Farbraum von 16 Millionen Farben. Damit ist es das erste Smartphone mit einem 4K-Display. Weiterhin war damit die Pixeldichte rund 25 % höher als bei Konkurrenzprodukten wie dem Samsung Galaxy S6.
 
Der Touchscreen unterstützt zudem Multi-Touch-Gesten mit bis zu zehn Fingern.

## Kamera
Mit dem 1/2.3 inch Exmor RS for mobile-Sensor erlaubt die Kamera eine HDR-Videoaufnahme. Zudem bietet die 23-MP-Hauptkamera – neben der 5,1-MP-Frontkamera, welche auch fähig ist 88° Weitwinkelaufnahmen anzufertigen – weitere Leistungsmerkmale wie ein Blitzlicht mit pulsierender LED, einen Hybrid-Autofokus, welcher in 0,03 Sekunden fokussiert, Fokussieren und Aufnahme durch Tippen, Geotagging, einen digitalen Bildstabilisator, Rote-Augen-Reduzierung, Selbstauslöser und eine Gesichts- und Lächelerkennung. Zur Verbesserung der Fotoqualität wurde der Bildsensor um eine Sony-G-Lens-Optik mit einer Blende F 2.0 und einem leistungsfähigen BIONZ-Bildprozessor ergänzt, wie ihn z. B. auch einige Sony-Alpha- und NEX-Modelle besitzen.

## Design
Das Aussehen des Xperia Z5 Premium wurde nach dem OmniBalance-Konzept entwickelt, wobei die Vorder- bzw. Hinterseite mit Glas beschichtet sind und von einem Metallrahmen in der Mitte verbunden werden. Dieser besteht aus einer fast glatten Fläche in der Mitte und leichten Abrundungen zu der Front- und Rückpartie hin. Die Ecken sind aus Nylon, um so besser vor Sturzfolgen zu schützen. Sie sind an das Design des Rahmens angepasst. Mit 7,8 mm Dicke ist es etwas dicker als das Z5, aber dünner als das Z5 Compact. Es ist in den Farbvarianten Schwarz, Chrome und Gold erhältlich. Der Rand um das Display herum ist bei allen drei Modellen schwarz.

## Festigkeit
Das Gehäuse des Xperia Z5 Premium ist wasser- und staubdicht nach dem IP68-Standard. Das bedeutet, dass Staub in jeglicher Form und ein 30-minütiges Versinken in 1,5 m tiefem Wasser keine Schäden hervorruft.

## Bewertung und Kritik
In Expertentests wie z. B. der Zeitschrift Connect werden das wasserfeste, gut verarbeitete Gehäuse und der Fingerabdrucksensor, welcher in den Ein- und Ausschalter integriert wurde, positiv bewertet. Der hohe Startpreis wurde kritisiert.

## Preisentwicklung
Am 25. Januar 2016 senkte Sony die UVP des Z5 Premium in Deutschland von 799 € auf 779 €. Das entspricht einer Preissenkung von 20 €. Zuletzt lag die UVP bei 649 €.